# Trittolemo
Trittolemo (in greco antico: Τριπτόλεμος?, Triptólemos) è un personaggio della mitologia greca. Fu re di Eleusi e fu legato alla dea Demetra e ai misteri eleusini.

## Genealogia
Trittolemo era in genere considerato figlio di genitori mortali, ovvero del re Celeo e di sua moglie Metanira. Apollodoro però annota che Ferecide di Lero lo definisce figlio delle divinità Oceano e Gea, mentre per Paniassi sarebbe figlio di Eleusi. Secondo un'altra ipotesi, era figlio della Musa Polimnia e di Chimarroo (Χειμάρροος), a sua volta figlio di Ares.
Secondo una versione del mito, sposò sua sorella Sesara e fu padre di Crocone e di Cerone.

## Mitologia
Secondo la tradizione, Demetra mentre cercava la figlia Persefone giunse a Eleusi nelle sembianze di una vecchia di nome Doso (o Dos) e fu accolta come ospite da Celeo, che le chiese di badare ai suoi due figli, Demofoonte e Trittolemo. Per ringraziare Celeo della sua ospitalità, Demetra decise di fargli il dono di trasformare Demofoonte in un dio. Ma mentre si accingeva a compiere il rituale, che consisteva nel porre il bambino sul fuoco, fu interrotta da Metanira entrata nella stanza, il che provocò la morte dell'infante.
Demetra decise allora di insegnare a Trittolemo l'arte dell'agricoltura, cosicché potesse trasmettere la sua conoscenza ai Greci a insegnar loro a piantare e mietere i raccolti. Sotto la protezione di Demetra volò per tutta la regione su un carro trainato da draghi alati per compiere la sua missione.
Tempo dopo, Trittolemo insegnò l'agricoltura anche a Linceo, re della Scizia, ma costui rifiutò di insegnarla a sua volta ai suoi sudditi e tentò di uccidere Trittolemo: Demetra per punirlo lo trasformò allora in una lince. Secondo altre versioni, prima di essere trasformato in una lince, Linceo riuscì a rubare dal carro alato di Trittolemo uno dei due serpenti che facevano girare le ruote, rendendo così il carro inutilizzabile.
A lui veniva attribuita la nascita della festività delle tesmoforie.
Secondo un'altra versione del mito, Demofonte è l'unico figlio maschio di Celeo e Metanira ("amatissimo, nato tardi, dopo lunga attesa e speranza"); a questi Demetra farà, seppur per un breve periodo, da balia, ungendolo d'ambrosia, alitandogli sopra e avvolgendolo in una fiamma per renderlo immortale. Metanira tuttavia, spiando di notte la balia e vedendo il figlio avvolto dalla fiamma, interromperà il rito piangendo disperata e suscitando in tal modo l'ira della dea, che, ripreso il suo aspetto immortale, lascerà il bambino alle cure della madre e decreterà la costruzione in suo onore di un tempio "presso la città e le alte mura, sulla collina che domina dall'alto il Callicoro".
Demetra stessa avrebbe poi insegnato agli eleusini i riti, perché loro, celebrandoli in modo pio, placassero il suo cuore.
Trittolemo è, inoltre, considerato da Platone il quarto giudice degli inferi, assieme a Minosse, Radamante ed Eaco.